# Lazy-Jack

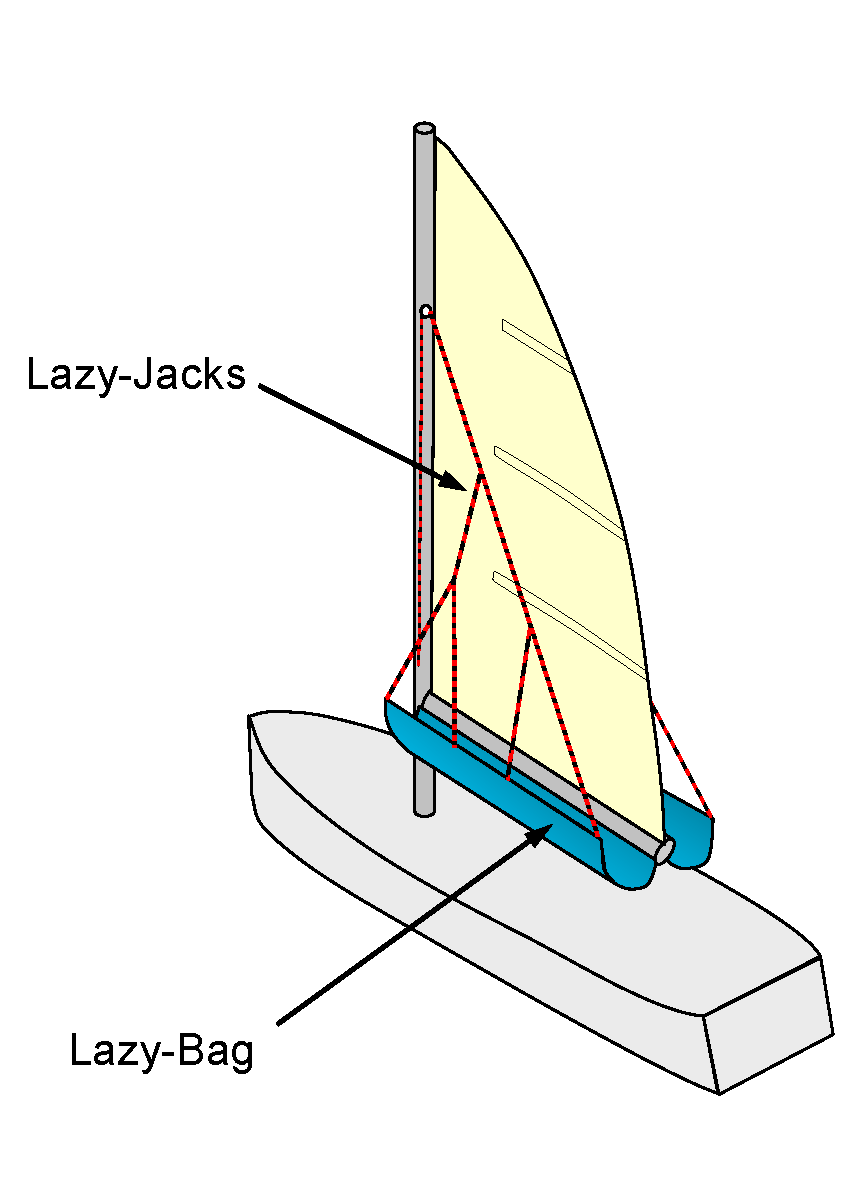
Lazy-Jacks und Lazy-Bag eines Großsegels einer Yacht

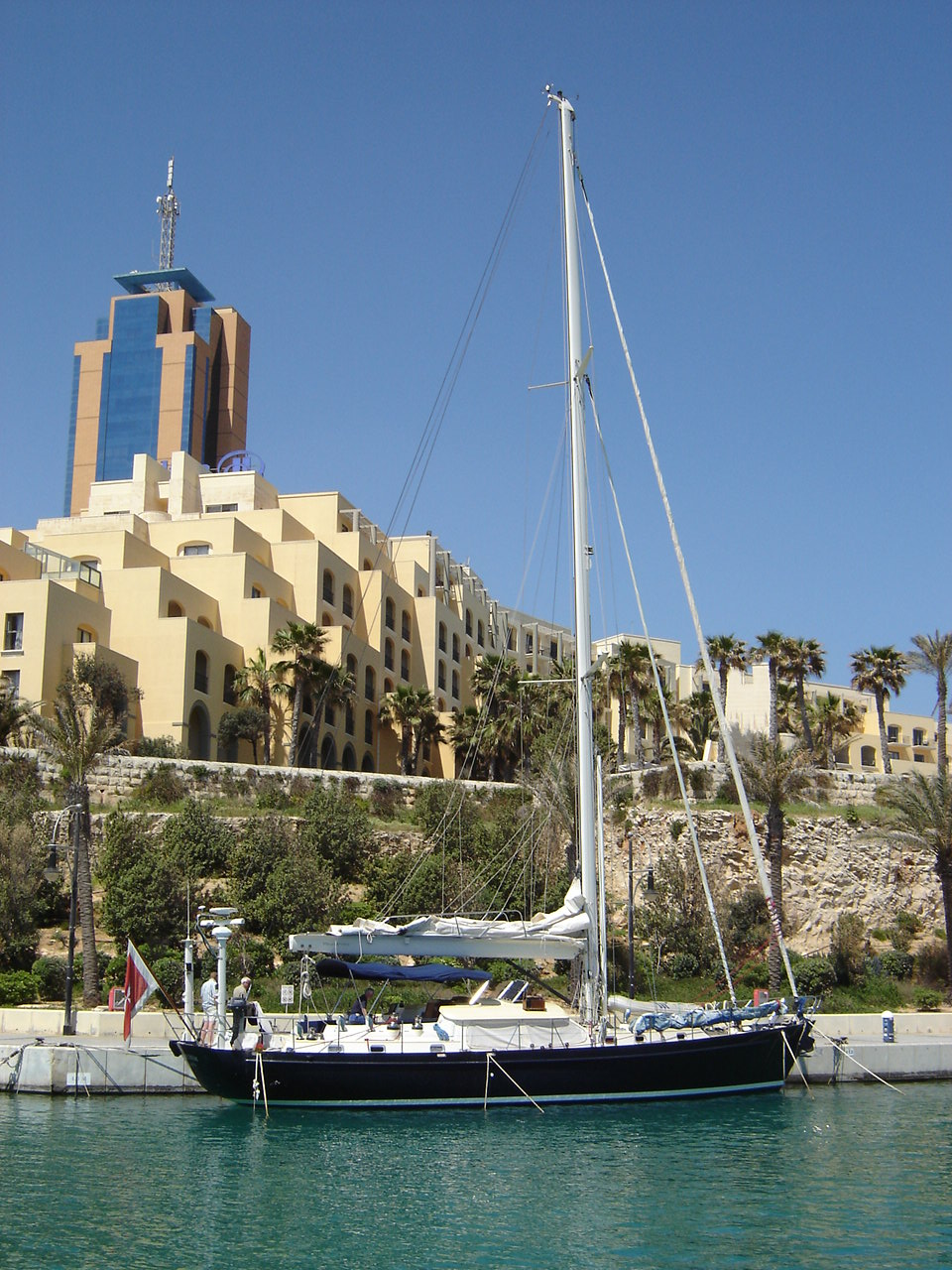
Segeljacht mit Lazy-Jacks

Lazy-Jacks, auch Faulenzer genannt, sind Leinen, die diagonal zwischen Mast und Baum gespannt sind und das Segel, beispielsweise das Großsegel oder Besansegel, beim Segelbergen führen.
Beim Segelbergen ohne Lazy-Jacks muss das Segel von Hand auf den Baum gelegt werden, wobei abwechselnd eine Bucht des Segels nach links und eine Bucht nach rechts geführt werden muss. Lazy-Jacks übernehmen diese Aufgabe, wobei das Segel durch die Leinen automatisch auf dem Baum abgelegt wird, ohne dass die Segelbuchten vom Baum herunterrutschen können.
Zusätzlich kann zwischen den Lazy-Jacks und dem Baum ein Lazy-Bag angebracht sein, der das Segel wie eine Persenning aufnimmt. Beim Segelbergen fällt hierbei das Segel durch die Lazy-Jacks geführt automatisch in den Lazy-Bag, der abschließend durch einen Reißverschluss an seiner Oberseite verschlossen wird, so dass das Segel sicher verstaut ist.

## Vorteile
Besonderer Vorteil von Lazy-Jacks und einem Lazy-Bag ist somit, dass das Segelbergen vollständig vom Cockpit aus erfolgen kann. Beispielsweise muss bei hohem Wellengang keine Person das Cockpit verlassen, wodurch die Sicherheit an Bord deutlich erhöht wird.

## Nachteile
Beim Setzen des Segels muss darauf geachtet werden, dass das Schiff exakt im Wind steht, da sich ansonsten die Enden der Segellatten in den Lazy-Jacks verhaken können.
Ein weiterer Nachteil der Lazy-Jacks und speziell der Bags ist der aerodynamische Widerstand.